# Tofsmajna
Tofsmajna (Acridotheres grandis) är en fågel i familjen starar inom ordningen tättingar.

## Utseende
Tofsmajnan är en med en kroppslängd på 24,5-27,5 cm en stor stare. Fjäderdräkten är svart med vitt på undergump, stjärtspets och i en fläck på vingen. I pannan syns en kort tofs och näbben är helgul. Ovansidan är gråsvart, medan undersidan är mörkgrå. Ungfågeln är brunare.

## Utbredning och systematik
Arten förekommer från nordöstra Indien till sydvästra Kina, Myanmar, Thailand och Indokina. Den behandlas som monotypisk, det vill säga att den inte delas in i några underarter.

## Status och hot
Arten har ett stort utbredningsområde och en stor population med stabil utveckling och tros inte vara utsatt för något substantiellt hot. Utifrån dessa kriterier kategoriserar internationella naturvårdsunionen IUCN arten som livskraftig (LC).